# Tóth László (sakkozó)
Tóth László (Kecskemét, 1895. május 17. – Kecskemét, 1964. március 9.) sakkozó, újságíró, nyomdaigazgató, szociáldemokrata politikus, Kecskemét polgármestere 1944 és 1948 között.

## Életútja
Szegény szociáldemokrata családba született; apja az MSZDP helyi alapszervezetének egyik alapítója volt, egyébként kőműves. Rajta kívül még öt fiú- és egy leánytestvére érte meg a felnőttkort. Alapítványi támogatással a helyi református gimnáziumba járt, majd 1913-ban Budapesten folytatott bölcsészeti tanulmányokat magyar–német szakon, de anyagi nehézségei miatt egy év után fel kellett hagynia. A kecskeméti Református Jogakadémián folytatta tanulmányait, de ezt is egy év után félbe kellett, hogy szakítsa, mert apjával és három testvérével egyetemben ő is behívót kapott a hadseregbe. Az orosz fronton szolgált, ahol 1917-ben megsebesült, s emiatt leszerelték. Ezután több cikket is írt az első világháború ellen. 1918-ban belépett a Magyarországi Szociáldemokrata Pártba.
Az őszirózsás forradalom és a Tanácsköztársaság alatt szociáldemokrataként viselt hivatalokat, mi több, Kecskemét képviselőjeként delegálták a Tanácsok Országos Gyűlésébe is, amiért később izgatás címén másfél éves börtönbüntetést kapott. Ennek letöltése után 1921-ben megnősült, házasságából három gyermek született, akik közül ketten érték meg a felnőttkort. Az Első Kecskeméti Hírlapkiadó és Nyomda Rt. igazgatója lett, valamint a Kecskeméti TE mellett a Magyar Sakkszövetség is elnökségi tagjává választotta. Utóbbi szervezet hivatalos lapját, a Magyar Sakkvilágot szerkesztette is. Vezetése alatt a kecskeméti nyomdában közel száz sakk-könyvet nyomtattak, szakkönyveket és sakktörténeti munkákat egyaránt. 1927-ben megszervezett egy nemzetközi sakkversenyt, melyet az akkori világbajnok, Alekszandr Aljechin nyert meg. Tóth László a kor másik nagy sakkozójával, José Raúl Capablancával is jó barátságot ápolt, csakúgy mint Móricz Zsigmonddal, Móra Ferenccel és József Attilával is.
1944 októberében megtagadta Kecskemét város kiürítési parancsának kinyomtatását, illetve az engedelmességet, így a frontharcokat is ott élte át. December 17-én kinevezték Kecskemét polgármesterévé. Legfontosabb eredményének tekinthető a város második világháború utáni stabilizálása, de ő kezdeményezte Kodály Zoltán díszpolgárrá avatását is. Hivatalban töltött ideje alatt és után is szervezte a sakkversenyeket, a Katona József Társaság és a Kodály kórus elnöke volt, több hangszeren játszott, református presbiterként is tevékenykedett.
Az 1945-ös választáson az MSZDP színeiben bejutott a nemzetgyűlésbe is. 1946. november 28-án a frissen életbe lépett összeférhetetlenségi törvény hatására lemondott a parlamenti mandátumáról (mivel polgármesteri tisztét kívánta megtartani), s nem is indult az 1947-es választáson. 1948. május 1-jén politikai okokból nyugdíjazták. Mikor az MSZDP és a Magyar Kommunista Párt egyesült, ő nem lépett be az ebből lett Magyar Dolgozók Pártjába, de a népfrontmozgalomban továbbra is aktív szerepet vállalt. Az 1956-os forradalom alatt a Kecskeméti Nemzeti Bizottság elnöke volt; novemberben a városi tanács elnökhelyetteseként reaktiválták, mígnem 1958-ban végleg nyugdíjba nem vonult. 1964-ben hunyt el; halála után Kecskeméten iskolát, utcát neveztek el róla, de 2005-től az ő nevét viseli a város sakkegyesülete is.
2008-ban posztumusz megkapta a Magyar Sakkszövetség és a Sakk-kultúráért Alapítvány kuratóriuma által alapított Caissa lovagja kitüntetést.

## Díjai, elismerései
- Munka Érdemrend (1960)[6]
- Szocialista Kultúráért (1963)[7]